# キム・アラ
キム・アラ(1991年9月7日 - )は、朝鮮民主主義人民共和国出身の韓国の女優。

## 来歴
北朝鮮の会寧市に生まれる。キム・アラが育った90年代の北朝鮮は特に食糧難で飢餓が激しく、鼠や蛇や虫なども食べる生活をしていた。10歳の時に両親が脱北を試みて母は中華人民共和国に渡るが、父はそのまま行方不明となる。
母は娘を脱北させようとするがうまくいかずに断念し妹とともに他の家族の養子となる。12歳の時に死を覚悟しながらも母を追って中華人民共和国に脱北するが妹は北朝鮮に残ったままとなる。
2009年に韓国に移住し、その後、脱北者がトークを繰り広げる韓国の人気番組『いま会いに行きます』に友人の勧めで出演し、その美貌が話題となりそれをきっかけに芸能界の道に進む。2019年、大ヒットドラマ『愛の不時着』に出演し、主演のヒョンビンをはじめとする北朝鮮人役の共演者の方言指導も任された。

## 学歴
| 年度      | 内容                                    |
| --------- | --------------------------------------- |
| 2011~2013 | 明知大学校ビューティーアート科卒業      |
| 2014      | 国民大学演劇学部在学、中国語特A、英語B. |

## 社会活動
- 国民の放送KTVレポーター
- 有コリアニュース広報大使
- 北朝鮮人権国際映画祭の広報大使
- DMZ平和広報大使
- CF - NH農協証券統一部広報映像
- 高神大学校広報大使

## 出演

### バラエティ
| 年度 | 放送局      | タイトル           | 備考 |
| ---- | ----------- | ------------------ | ---- |
| 2012 | チャンネルA | いま会いに行きます |      |
| 2015 | チャンネルA | 잘_살아보세        |      |

### ドラマ
| 年度 | 放送局       | タイトル                      | 配役         | 備考 |
| ---- | ------------ | ----------------------------- | ------------ | ---- |
| 2015 | ウェブドラマ | 知り合い（아는 사람）         | キム・ヨンヒ |      |
| 2017 | ウェブドラマ | 청둥아 진정해                 | アラ         |      |
| 2018 | MBC          | 偉大な誘惑者（위대한 유혹자） | ビンビン     |      |
| 2019 | tvN          | 愛の不時着（사랑의 불시착）   |              |      |

### 映画
| 年度 | タイトル           | 配役   | 備考 |
| ---- | ------------------ | ------ | ---- |
| 2018 | ワンダフルゴースト | ソヨン |      |

### 舞台
| 年度 | タイトル    | 配役     | 備考 |
| ---- | ----------- | -------- | ---- |
| 2017 | 댄서의 순정 | チェリン |      |

## ミュージックビデオ
- アラ & チョンヨウン - 전부 다 줄게 (2017年)

## 受賞
| 年度 | 内容                                            |
| ---- | ----------------------------------------------- |
| 2016 | 第24回大韓民国文化芸能大賞韓流有望部門MCN賞受賞 |